# Leopold II. Habsburško-Lotarinški
Leopold II., rojen kot Peter Leopold Jožef, toskanski vojvoda in rimsko-nemški cesar, * 5. maj 1747, Dunaj,  † 1. marec 1792, Dunaj.
Leopold je bil sin Marije Terezije in cesarja Franca I.
Kot Peter Leopold je vladal Toskani, na cesarskem prestolu je leta 1790 za kratek čas nasledil brata Jožefa II.